# Dichondra micrantha
Dichondra micrantha é uma espécie de planta com flor pertencente à família Convolvulaceae. 
A autoridade científica da espécie é Urb., tendo sido publicada em Symbolae Antillanae seu Fundamenta Florae Indiae Occidentalis 9(2): 243. 1924.

## Portugal
Trata-se de uma espécie presente no território português, nomeadamente em Portugal Continental, no Arquipélago dos Açores e no Arquipélago da Madeira.
Em termos de naturalidade é introduzida nas três regiões atrás referidas.

## Protecção
Não se encontra protegida por legislação portuguesa ou da Comunidade Europeia.